# The Trilogy Tour
The Trilogy Tour é uma foi co-estrelada pelo rapper americano Pitbull, o cantor espanhol Enrique Iglesias e o cantor porto-riquenho Ricky Martin. A turnê em conjunto foi anunciada no dia 31 de maio de 2023 via redes sociais dos  três artistas. Produzida pela Live Nation, a turnê começou dia 14 de outubro em Washington, D.C., passando por outras cidades dos Estados Unidos e Canadá. Devido à grande demanda, datas extras foram adicionas em algumas cidades como Vancouver, Chicago, Nova Iorque e Miami. Em novembro de 2023, foi divulgado que a turnê ganharia novas datas e se estenderia até março de 2024.

## Repertório
O seguinte repertório representa o show realizado no Capital One Arena, em Washington, DC, no dia 14 de outubro de 2023. Não representa necessariamente o repertório do restante da turnê.
1. "Don't Stop the Party"
2. "Hey Baby (Drop It to the Floor)"
3. "Hotel Room Service"
4. "International Love"
5. "Rain Over Me"
6. "Gasolina" (Daddy Yankee cover)
7. "On the Floor (Jennifer Lopez cover)
8. "Shake Señora"
9. "Culo"
10. "I Know You Want Me (Calle Ocho)"
11. "JUMPIN" (Lil Jon cover)
12. "Timber
13. "Time of Our Lives
14. "Fireball"
15. "Give Me Everything"

1. "Tonight (I'm Lovin' You)"
2. "Heartbeat"
3. "Duele el corazón"
4. "Bailamos"
5. "Cuando me enamoro"
6. "Medley: Loco/Me pasé"
7. "Súbeme la radio"
8. "Escape"
9. "Sweet Dreams (Are Made of This)" (Eurythmics cover)
10. "I Like It"
11. "Hero"
12. "El perdón" (Nicky Jam cover)
13. "Bailando"

1. "Pégate"
2. "María"
3. "Adrenalina (Wisin cover)
4. "Shake Your Bon-Bon"
5. "Lola, Lola"
6. "She Bangs"
7. "Tu recuerdo"
8. "Vuelve"
9. "Por arriba, por abajo"
10. "Vente pa' ca
11. "Livin' la Vida Loca"
12. "The Cup of Life"

## Datas
| Data                    | Cidade           | País           | Local                    |
| ----------------------- | ---------------- | -------------- | ------------------------ |
| América do Norte        |                  |                |                          |
| 14 de outubro de 2023   | Washington, D.C. | Estados Unidos | Capital One Arena        |
| 17 de outubro de 2023   | Toronto          | Canadá         | Scotiabank Arena         |
| 18 de outubro de 2023   | Toronto          | Canadá         | Scotiabank Arena         |
| 20 de outubro de 2023   | Montreal         | Canadá         | Centre Bell              |
| 21 de outubro de 2023   | Boston           | Estados Unidos | TD Garden                |
| 26 de outubro de 2023   | Nova Iorque      | Estados Unidos | Madison Square Garden    |
| 27 de outubro de 2023   | Nova Iorque      | Estados Unidos | Madison Square Garden    |
| 28 de outubro de 2023   | Brooklyn         | Estados Unidos | Barclays Center          |
| 1 de novembro de 2023   | Chicago          | Estados Unidos | United Center            |
| 2 de novembro de 2023   | Chicago          | Estados Unidos | United Center            |
| 3 de novembro de 2023   | Detroit          | Estados Unidos | Little Caesars Arena     |
| 9 de novembro de 2023   | Orlando          | Estados Unidos | Amway Center             |
| 10 de novembro de 2023  | Miami            | Estados Unidos | Kaseya Center            |
| 11 de novembro de 2023  | Miami            | Estados Unidos | Kaseya Center            |
| 17 de novembro de 2023  | Dallas           | Estados Unidos | American Airlines Center |
| 18 de novembro de 2023  | Houston          | Estados Unidos | Toyota Center            |
| 19 de novembro de 2023  | San Antonio      | Estados Unidos | AT&T Center              |
| 24 de novembro de 2023  | Las Vegas        | Estados Unidos | T-Mobile Arena           |
| 25 de novembro de 2023  | Phoenix          | Estados Unidos | Footprint Center         |
| 30 de novembro de 2023  | Los Angeles      | Estados Unidos | Crypto.com Arena         |
| 1 de dezembro de 2023   | Los Angeles      | Estados Unidos | Crypto.com Arena         |
| 6 de dezembro de 2023   | San José         | Estados Unidos | SAP Center               |
| 8 de dezembro de 2023   | Seattle          | Estados Unidos | Climate Pledge Arena     |
| 10 de dezembro de 2023  | Vancouver        | Canadá         | Rogers Arena             |
| 11 de dezembro de 2023  | Vancouver        | Canadá         | Rogers Arena             |
| 30 de janeiro de 2024   | Fresno           | Estados Unidos | Save Mart Center         |
| 31 de janeiro de 2024   | São Francisco    | Estados Unidos | Chase Center             |
| 02 de fevereiro de 2024 | Palm Desert      | Estados Unidos | Acrisure Arena           |
| 03 de fevereiro de 2024 | Anaheim          | Estados Unidos | Honda Center             |
| 08 de fevereiro de 2024 | Oklahoma City    | Estados Unidos | Paycom Center            |
| 09 de fevereiro de 2024 | Austin           | Estados Unidos | Moody Center             |
| 10 de fevereiro de 2024 | Fort Worth       | Estados Unidos | Dickies Arena            |
| 13 de fevereiro de 2024 | Denver           | Estados Unidos | Ball Arena               |
| 16 de fevereiro de 2024 | Saint Paul       | Estados Unidos | Xcel Energy Center       |
| 17 de fevereiro de 2024 | Kansas City      | Estados Unidos | T-Mobile Center          |
| 22 de fevereiro de 2024 | Montreal         | Canadá         | Bell Centre              |
| 23 de fevereiro de 2024 | Toronto          | Canadá         | Scotiabank Arena         |
| 28 de fevereiro de 2024 | Nashville        | Estados Unidos | Bridgestone Arena        |
| 29 de fevereiro de 2024 | Raleigh          | Estados Unidos | PNC Arena                |
| 2 de março de 2024      | Charlotte        | Estados Unidos | Spectrum Center          |
| 3 de março de 2024      | Atlanta          | Estados Unidos | State Farm Arena         |
| 8 de março de 2024      | Fort Lauderdale  | Estados Unidos | Amerant Bank Arena       |
| 10 de março de 2024     | Tampa            | Estados Unidos | Amalie Arena             |